# バルトシツェ郡
バルトシツェ郡（ポーランド語: powiat bartoszycki）は、北ポーランドのヴァルミア＝マズールィ県にある地方自治体。ロシアとの国境に位置する。1998年のLocal Government Reorganizationの結果、1999年1月1日に誕生した。郡都で最大の町はバルトシツェであり、オルシュティンの北56kmのところに位置する。
郡は合計で1,308.54km2の面積がある。2006年の統計で、郡全体の人口が61,354人である。

## 近隣の郡
東部はケントシン郡、南部はオルシュティン郡、南西部はリズバルク郡、西部はブラニェヴォ郡に接している。また、北部はロシアとの国境である。

## 下位自治体
郡は6つの下位自治体（グミナ）に分割される。（2つの都市、2つの田園都市、2つの村）なお、人口順に並べてある。
| 名称                           | 種類     | 面積（km2） | 人口（2006年） | 中心地                   |
| ------------------------------ | -------- | ----------- | -------------- | ------------------------ |
| バルトシツェ                   | 都市     | 11.0        | 25,423         |                          |
| グミナ・バルトシツェ           | 村       | 427.8       | 10,769         | バルトシツェ *           |
| グミナ・ゴローボ・イワウェツキ | 村       | 416.3       | 7,270          | ゴローボ・イワウェツキ * |
| グミナ・ビスティーネック       | 田園都市 | 203.6       | 6,749          | ビスティーネック         |
| グミナ・セムポポル             | 田園都市 | 246.6       | 6,589          | セムポポル               |
| ゴローボ・イワウェツキ         | 都市     | 3.3         | 4,554          |                          |
| * グミナの一部ではない         |          |             |                |                          |

## 参照
- ポーランドの公式の人口2006